# 村上之宏
村上 之宏（むらかみ ゆきひろ、1956年9月9日 - ）は、栃木県塩谷郡高根沢町出身の元プロ野球選手（投手）。

## 来歴・人物
高根沢商業高では2年次の1973年、秋季関東大会県予選で準決勝に進むが、宇都宮学園に0-1で惜敗。
卒業後は1975年に日本通運浦和へ入社し、1976年の都市対抗では東芝府中の補強選手として出場。愛媛相互銀行との2回戦では先発し好投、惜敗するものの各球団に注目される。この時のチームメイトに落合博満がいた。1976年のドラフトで南海ホークスに4位指名されるが、会社の慰留もあったため、ドラフトの交渉権を保留したまま残留。1977年の都市対抗にエースとして出場し、1回戦で先発するが丸善石油に敗退。その後、ドラフト期限内に南海に入団した。
1年目の1978年は開幕から一軍に上がり、カーブとフォークを武器に、先発・中継ぎ・抑えと幅広く起用される。同年は40試合登板で5勝8敗3Sを記録し、新人王に選ばれる。2年目の1979年は6月に故障し、2ヶ月を棒に振るが5勝を挙げる。3年目の1980年は開幕から先発陣の一角として起用されるが結果を残せず、5月には一時戦列を離れる。8月に復活し2完投を含む先発3連勝を記録するが、その後は打ち込まれ7連敗を喫した。1981年にキャンプで肘を故障すると、その後は一軍での登板が無くなり、1982年限りで自由契約。広島の入団テストを受けるも採用されなかった。
引退後は、浦和市の水産会社に務めている。

## 詳細情報

### 年度別投手成績
| 年 度     | 球 団     | 登 板 | 先 発 | 完 投 | 完 封 | 無 四 球 | 勝 利 | 敗 戦 | セ 丨 ブ | ホ 丨 ル ド | 勝 率 | 打 者 | 投 球 回 | 被 安 打 | 被 本 塁 打 | 与 四 球 | 敬 遠 | 与 死 球 | 奪 三 振 | 暴 投 | ボ 丨 ク | 失 点 | 自 責 点 | 防 御 率 | W H I P |
| --------- | --------- | ----- | ----- | ----- | ----- | -------- | ----- | ----- | -------- | ----------- | ----- | ----- | -------- | -------- | ----------- | -------- | ----- | -------- | -------- | ----- | -------- | ----- | -------- | -------- | ------- |
| 1978      | 南海      | 40    | 11    | 4     | 1     | 0        | 5     | 8     | 3        | --          | .385  | 561   | 132.0    | 126      | 9           | 53       | 2     | 5        | 69       | 1     | 0        | 58    | 53       | 3.61     | 1.36    |
| 1979      | 南海      | 34    | 7     | 1     | 0     | 0        | 5     | 6     | 2        | --          | .455  | 417   | 90.1     | 94       | 13          | 54       | 1     | 7        | 52       | 6     | 0        | 57    | 52       | 5.20     | 1.64    |
| 1980      | 南海      | 24    | 20    | 3     | 0     | 0        | 4     | 11    | 0        | --          | .267  | 509   | 103.2    | 116      | 20          | 87       | 0     | 4        | 49       | 5     | 0        | 90    | 85       | 7.36     | 1.96    |
| 通算：3年 | 通算：3年 | 98    | 38    | 8     | 1     | 0        | 14    | 25    | 5        | --          | .359  | 1487  | 326.0    | 336      | 42          | 194      | 3     | 16       | 170      | 12    | 0        | 205   | 190      | 5.25     | 1.63    |

### 表彰
- 新人王 （1978年）

### 記録
- 初登板：1978年4月3日、対阪急ブレーブス前期3回戦（阪急西宮球場）、6回裏に2番手で救援登板・完了、3回無失点
- 初セーブ：1978年4月7日、対クラウンライターライオンズ前期1回戦（大阪スタヂアム）、8回表2死に2番手で救援登板・完了、1回1/3を無失点
- 初奪三振：1978年4月12日、対近鉄バファローズ前期1回戦（大阪スタヂアム）、8回表に栗橋茂から
- 初先発：1978年4月23日、対ロッテオリオンズ前期7回戦（大阪スタヂアム）、6回0/3を3失点（自責点2）
- 初勝利・初完投勝利：1978年4月30日、対日本ハムファイターズ前期5回戦（後楽園球場）、9回1失点
- 初完封勝利：1978年7月19日、対日本ハムファイターズ後期5回戦（明治神宮野球場）

### 背番号
- 18 （1978年 - 1980年）
- 16 （1981年 - 1982年）